# Ski Patrol
A Ski Patrol 1990-es amerikai vígjáték Richard Correll rendezésében. A forgatókönyvet Steven Long Mitchell és 
Craig W. Van Sickle készítették. A főbb szerepekben Roger Rose és Yvette Nipar. 1990. január 12-én mutatták be az Egyesült Államokban, a magyar bemutató dátuma nem ismert.

## Történet
A Snowy Peaks egy hegyi mentőcsapat vegyes legénysége. A legénység tagjai Jerry, a legidősebb, aki szerelmes Ellenbe; a síoktató Iceman; az énekes Eddie; Stanley, a robbanóanyagmester; és Tiana, a cserediák, aki szerelmes Stanley-be. Miközben őrjárataikkal megóvják a hegyen nyaraló síelőket a veszélyektől, a Snowy Peaks társadalmi központját, a hüttét is megpróbálják megmenteni a kapzsi építési vállalkozótól, Sam Maristól, aki le akarja rombolni, hogy szállodákat és kaszinókat építsen.

## Szereplők
| Szerep         | Színész         | Magyar hang                        | Magyar hang              | Magyar hang              |
| Szerep         | Színész         | 1. magyar változat (Drive In 2000) | 2. magyar változat (TV2) | 3. magyar változat (MGM) |
| -------------- | --------------- | ---------------------------------- | ------------------------ | ------------------------ |
| Jerry Cramer   | Roger Rose      | Zalán János                        | Forgács Péter            | Tarján Péter             |
| Ellen          | Yvette Nipar    | Kisfalvi Krisztina                 | Pikali Gerda             | Dudás Eszter             |
| Iceman         | T. K. Carter    | Borbély László                     | Kerekes József           | Kapácsy Miklós           |
| Murray         | Leslie Jordan   | Forgács Péter                      | Józsa Imre               | Szokol Péter             |
| Stanley        | Paul Feig       | Kassai Károly                      | Fekete Zoltán            | Hanyecz Róbert           |
| Öngyilkos      | Sean Sullivan   | Bor Zoltán                         | Háda János               | Breyer Zoltán            |
| Tiana          | Tess Foltyn     | Kocsis Mariann                     | Törtei Tünde             | Zborovszky Andrea        |
| Eddie Martinez | George Lopez    | Kerekes József                     | Szűcs Sándor             | Bolla Róbert             |
| Lance          | Corbin Timbrook | Reisenbüchler Sándor               | Lux Ádám                 |                          |
| Myron          | Steve Hytner    | Pusztaszeri Kornél                 | Breyer Zoltán            |                          |
| öreg           | Ray Walston     | Kun Vilmos                         | Versényi László          |                          |
| Maris          | Martin Mull     | Fülöp Zsigmond                     | Rosta Sándor             |                          |

## Fogadtatás

### Kritikai visszhang
A Rotten Tomatoeson nem gyűlt össze elég kritika az értékeléshez. A Metacritic 13 pontot adott a 100-ból 9 vélemény alapján. Kevin Thomas a Los Angeles Timestól azt írta: „Ez egy gyors, ravaszul kitalált ifjúsági vígjáték, a lejtők káprázatos mutatványainak megbízható keveréke, beleértve az észvesztő szaltókat a síléceken és a kukoricás humort.” Caryn James a New York Timestól azt írta: „A filmek nem is lehetnek ennél származékosabbak vagy kevésbé komikusak.” Gene Siskel a Chicago Tribune-től azt írta: „Sípályákon való bohóckodás, amelyben egy alacsony síőrjárat-vezető, egy puffadt kutya, válogatott bohócok és egy sztereotip fekete őrjárattag szerepel, aki sokkal többet énekel és táncol, mint amennyit síel.”

### Bevétel adatai
A Box Office Mojo szerint a film 8,5 millió dolláros bevételt ért el, a költségvetésről nincs adat.